# Amata kinensis
Amata kinensis  là một loài bướm đêm thuộc phân họ Arctiinae, họ Erebidae.